# Campionat del Món de motocròs veterans (EUA)
L'anomenat Campionat del Món de motocròs veterans (oficialment: World Vet Motocross Championship) és una competició internacional de motocròs per a pilots "veterans" que se celebra als Estats Units en paral·lel al campionat oficial equivalent, la Copa del Món de motocròs veterans de la FIM (FIM Veteran Motocross World Cup). Es disputa d'ençà de 1985, força anys abans que la FIM instituís la seva Copa, i el guanyador es decideix a una sola prova, disputada sempre al circuit de Glen Helen (a San Bernardino, Califòrnia). Els pilots hi competeixen agrupats en categories segons la seva edat i s'atorga un títol mundial per a cadascuna de les següents categories o grups d'edat: Over 30 ("majors de 30 anys"), Over 40, Over 50, Over 60 i Over 70.
El campionat no està reconegut per cap federació o estament esportiu internacional, sinó que el convoquen diverses entitats privades. Inicialment l'organitzava l'empresa nord-americana MTA (Motorcycle Tires & Accessories) fins que, a partir de l'edició del 2016, passà a organitzar-lo Dubya, un conegut fabricant de llandes i accessoris per a motocicleta. Dubya pertany a la família de Tom White, un empresari i col·leccionista de motocicletes de motocròs californià (mort el 2017) que fou justament el promotor d'aquest campionat i el posà en marxa el 1986.

## Historial
Font:
A 26 de novembre de 2024
| Any  | Over 30                   | Over 40                  | Over 50              | Over 60                    | Over 70                |
| ---- | ------------------------- | ------------------------ | -------------------- | -------------------------- | ---------------------- |
| 1985 | Randy Rodriques (ATK)     | Alan Olson               | -                    | -                          | -                      |
| 1986 | Randy Rodriques (ATK)     | Alan Olson               | -                    | -                          | -                      |
| 1987 | Gary Jones (Honda)        | Alan Olson               | -                    | -                          | -                      |
| 1988 | Rex Staten (Honda)        | Alan Olson               | Ron Way              | -                          | -                      |
| 1989 | Warren Reid (Kawasaki)    | Alan Olson               | Ron Way              | -                          | -                      |
| 1990 | Rex Staten (Honda)        | Tom White                | Zoli Berenyi, Sr.    | -                          | -                      |
| 1991 | Rex Staten (Honda)        | Alan Olson               | Ron Dugan            | -                          | -                      |
| 1992 | Rex Staten (Kawasaki)     | Gary Jones               | Zoli Berenyi, Sr.    | -                          | -                      |
| 1993 | Doug Dubach (Yamaha)      | Gary Jones               | Zoli Berenyi, Sr.    | -                          | -                      |
| 1994 | Doug Dubach (Yamaha)      | Kent Howerton            | Alan Olson           | Fred Sessions              | -                      |
| 1995 | Doug Dubach (Yamaha)      | Kent Howerton            | Alan Olson           | Zoli Berenyi, Sr.          | -                      |
| 1996 | Erik Kehoe (Honda)        | Mike Webb                | Gary Dogget          | Zoli Berenyi, Sr.          | -                      |
| 1997 | Doug Dubach (Yamaha)      | Ron Turner               | Alan Olson           | Zoli Berenyi, Sr.          | -                      |
| 1998 | Doug Dubach (Yamaha)      | Ron Turner               | Rich Thorwaldson     | Zoli Berenyi, Sr.          | -                      |
| 1999 | Doug Dubach (Yamaha)      | Ron Turner               | Hideaki Suzuki       | John Berkezewski           | -                      |
| 2000 | Doug Dubach (Yamaha)      | Pete Murray              | Hideaki Suzuki       | George Spearing            | -                      |
| 2001 | Doug Dubach (Yamaha)      | Jeff Ward                | Ike DeJager          | Lars Larsson               | Feets Minert           |
| 2002 | Doug Dubach (Yamaha)      | Andy Jefferson           | Gary Jones           | Eyvind Boyesen             | Zoli Berenyi, Sr.      |
| 2003 | Spud Walters (Honda)      | Doug Dubach              | Gary Jones           | J.N. Roberts               | Zoli Berenyi, Sr.      |
| 2004 | Ryan Hughes (Honda)       | Doug Dubach              | Gary Jones           | Hans Hansson               | Zoli Berenyi, Sr.      |
| 2005 | Ryan Hughes (Honda)       | Doug Dubach              | Brent Wallingsford   | Alan Olson                 | Zoli Berenyi, Sr.      |
| 2006 | Casey Johnson (Yamaha)    | Doug Dubach              | Kim Houde            | Terry Sage                 | Zoli Berenyi, Sr.      |
| 2007 | Doug Dubach (Yamaha)      | Doug Dubach              | Pete DeGraaf         | Bill Maxim                 | Mike Dobbins           |
| 2008 | Kyle Lewis (Honda)        | Eric Sandstrom           | Toon Karsmakers      | Thorleif Hansen            | Jerry Harpole          |
| 2009 | Doug Dubach (Yamaha)      | Doug Dubach              | Pete DeGraaf         | Bill Maxim                 | Jimmy Redwine          |
| 2010 | Ryan Hughes (Honda)       | Doug Dubach              | Pete DeGraaf         | Bill Maxim                 | Feets Minert           |
| 2011 | Ryan Hughes (Yamaha)      | Doug Dubach              | Pete DeGraaf         | Gary Chase                 | Lars Larsson           |
| 2012 | Ryan Hughes (Yamaha)      | Doug Dubach              | Pete Murray          | Gary Jones                 | Lars Larsson           |
| 2013 | Travis Preston (Yamaha)   | Doug Dubach (Yamaha)     | Doug Dubach (Yamaha) | Gary Jones                 | Bart Kellogg           |
| 2014 | Travis Preston (Yamaha)   | Doug Dubach (Yamaha)     | Doug Dubach (Yamaha) | Brent Wallingsford (Honda) | Gary Chase (Honda)     |
| 2015 | Ryan Morais (KTM)         | Kurt Nicoll (KTM)        | Doug Dubach (Yamaha) | Don Grahn                  | Roque Colman           |
| 2016 | Mike Sleeter (KTM)        | Daryl Hurley (Husqvarna) | Kurt Nicoll (KTM)    | -                          | -                      |
| 2017 | Brett Metcalfe (Kawasaki) | Mike Brown (Husqvarna)   | Doug Dubach (Yamaha) | Pete DeGraaf (KTM)         | Steve Machado (Yamaha) |
| 2018 | Josh Grant (Kawasaki)     | Daryl Hurley (Suzuki)    | Kurt Nicoll (KTM)    | Pete DeGraaf (KTM)         | Gary Chase (Yamaha)    |
| 2019 | Mike Alessi (Honda)       | Mike Brown               | Kurt Nicoll          | -                          | -                      |
| 2020 | Mike Alessi               | Kris Keefer              | Kurt Nicoll          | -                          | -                      |
| 2021 | Mike Alessi (Honda)       | Kris Keefer (Yamaha)     | Kurt Nicoll (KTM)    | -                          | -                      |
| 2022 | Sean Lipanovich (KTM)     | Mike Brown (KTM)         | Kurt Nicoll (KTM)    | Pete Murray (Yamaha)       | Gary Jones (Honda)     |
| 2023 | Guenter Schmidinger (KTM) | Ryan Morais (KTM)        | Mike Brown (KTM)     | Doug Dubach (Yamaha)       | Gary Jones (Honda)     |
| 2024 | Phil Nicoletti (Yamaha)   | Ryan Morais (KTM)        | Mike Brown (Gas Gas) | -                          | -                      |

## Estadístiques

### Campions amb més de 3 títols
A 26 de novembre de 2024
| Pilot             | Títols |
| ----------------- | ------ |
| Doug Dubach       | 27     |
| Zoli Berenyi, Sr. | 12     |
| Gary Jones        | 10     |
| Alan Olson        | 10     |
| Kurt Nicoll       | 7      |
| Ryan Hughes       | 5      |
| Mike Brown        | 5      |
| Pete DeGraaf      | 4      |
| Rex Staten        | 4      |